# بخش کوچ بهار
بخش کوچ بهار (به انگلیسی: Cooch Behar district) یک منطقهٔ مسکونی در هند است که در بخش جالپایگوری واقع شده‌است. بخش کوچ بهار ۳٬۳۸۷ کیلومتر مربع مساحت و ۲٬۸۱۹٬۰۸۶ نفر جمعیت دارد.